# Regierungsratsersatzwahl 2016 im Kanton Bern
Die Regierungsratsersatzwahl 2016 im Kanton Bern fand am 28. Februar und am 3. April 2016 statt. Die Wahl wurde fällig, nachdem die beiden Regierungsräte Andreas Rickenbacher und Philippe Perrenoud ihren Rücktritt bekannt gaben. Mit der Wahl verloren SP und Grüne nach zehn Jahren die Mehrheit im Regierungsrat.

## Ausgangslage
Bei den Regierungsratswahlen 2014 wurden alle sieben Bisherige bestätigt, wobei der Berner Jura das Zünglein an der Waage spielte und Rot-Grün zur Mehrheit verhalf. Ende 2015 reichten Andreas Rickenbacher und Philippe Perrenoud ihren Rücktritt ein.

## Kandidaten
Die SP stellte als Ersatzkandidaten Christoph Ammann und Roberto Bernasconi auf. Die SVP stellte Lars Guggisberg und Pierre Alain Schnegg auf. Ebenfalls kandidierten Patrick Gsteiger (EVP) und Bruno Moser (Nichtwählerpartei).
Während SVP, FDP und EDU beide bürgerlichen Kandidaten unterstützten, empfahl die BDP nur Schnegg zur Wahl, und die Jungfreisinnigen unterstützten gar den SP-Kandidaten Ammann.
EVP-Kandidat Gsteiger wurde neben der EVP auch von den Grünliberalen und der CVP unterstützt.

## Erster Wahlgang (28. Februar 2016)
Da im ersten Wahlgang nur Christoph Ammann gewählt wurde, musste ein zweiter Wahlgang angesetzt werden.
| Kandidat             | Stimmen | %    |         |
| -------------------- | ------- | ---- | ------- |
| Christoph Ammann     | 182'476 | 48,7 | Gewählt |
| Abs. Mehr            | 181'084 | 48,3 |         |
| Lars Guggisberg      | 176'219 | 47,0 |         |
| Pierre Alain Schnegg | 154'217 | 41,1 |         |
| Roberto Bernasconi   | 152'081 | 40,5 |         |
| Patrick Gsteiger     | 43'192  | 11,5 |         |
| Bruno Moser          | 16'147  | 4,3  |         |

## Zweiter Wahlgang (3. April 2016)
Da der noch zu vergebende Sitz der bernjurassischen Minderheit zusteht, kandidierten im zweiten Wahlgang nur noch Pierre Alain Schnegg und Roberto Bernasconi. Die Stimmen im Berner Jura wurden dabei stärker gewichtet.
Gewählt wurde Pierre Alain Schnegg. Er holte sowohl im gesamten Kanton als auch im Berner Jura die Mehrheit der Stimmen.
| Kandidat             | Stimmen | %    |         |
| -------------------- | ------- | ---- | ------- |
| Pierre Alain Schnegg | 111'657 | 50,9 | Gewählt |
| Roberto Bernasconi   | 107'755 | 49,1 |         |

Im Berner Jura erhielt Schnegg 7'003 Stimmen, 1'733 mehr als Roberto Bernasconi.